# 八面山瑶族乡
八面山瑶族乡，原为连坪瑶族乡，是中华人民共和国湖南省郴州市资兴市下辖的一个民族乡。

## 行政区划
八面山瑶族乡下辖以下村级行政区划单位：
连坪社区、田坪村、上连村、金塘村和成康村。